# Warreella
Warreella is een geslacht van orchideeën uit de onderfamilie Epidendroideae.
Het zijn terrestrische planten van tropische montane regenwouden uit Zuid-Amerika (voornamelijk Colombia en Venezuela), met eivormige pseudobulben voorzien van knopen, en een tiental middelgrote bloemen in een aar op een lange bloemstengel.

## Kenmerken
Warreella-soorten zijn terrestrische planten met een monopodiale groeiwijze. Ze bezitten eivormige pseudobulben, gescheiden door knopen, omgeven door de oude bladscheden en uitlopend op enkele lancetvormige tot ovale gekielde bladeren, en een okselstandige, rechtopstaande bloemstengel met een aar met een tiental bloemen.

## Soorten
Het geslacht omvat twee soorten. De typesoort is Warreella cyanea.
- Warreella cyanea (Lindl.) Schltr. (1914)
- Warreella patula Garay (1973)